# Soto del Real
Soto del Real é um município da Espanha na província e comunidade autónoma de Madrid, de área 43,10 km² com população de 7137 habitantes (2004) e densidade populacional de 165,59 hab/km².

## Demografia
| Variação demográfica do município entre 1991 e 2004 | Variação demográfica do município entre 1991 e 2004 | Variação demográfica do município entre 1991 e 2004 | Variação demográfica do município entre 1991 e 2004 |
| --------------------------------------------------- | --------------------------------------------------- | --------------------------------------------------- | --------------------------------------------------- |
| 1991                                                | 1996                                                | 2001                                                | 2004                                                |
| 2689                                                | 3992                                                | 6166                                                | 7137                                                |